# Eleições autárquicas portuguesas de 2009 no distrito de Portalegre
| Eleições autárquicas portuguesas de 2009 Distritos: Aveiro \| Beja \| Braga \| Bragança \| Castelo Branco \| Coimbra \| Évora \| Faro \| Guarda \| Leiria \| Lisboa \| Portalegre \| Porto \| Santarém \| Setúbal \| Viana do Castelo \| Vila Real \| Viseu \| Açores \| Madeira |

## Resultados por Concelho
Os resultados nos Concelhos do Distrito de Portalegre foram os seguintes:

### Alter do Chão

#### Câmara Municipal
| Partido                 | Partido                                     | Votos | %               | +/-   | Vereadores | +/-     |
| ----------------------- | ------------------------------------------- | ----- | --------------- | ----- | ---------- | ------- |
|                         | Partido Social Democrata                    | 1 051 | 43,43 / 100,00  | -     | 3 / 5      | -       |
|                         | Movimento Independente do Concelho de Alter | 482   | 19,92 / 100,00  | 0,89  | 1 / 5      | Estável |
|                         | Partido Socialista                          | 435   | 17,98 / 100,00  | 11,50 | 1 / 5      | Estável |
|                         | Coligação Democrática Unitária              | 312   | 12,89 / 100,00  | 2,44  | 0 / 5      | 1       |
|                         | CDS – Partido Popular                       | 73    | 3,02 / 100,00   | -     | 0 / 5      | -       |
| Votos Inválidos         | Votos Inválidos                             | 67    | 2,77 / 100,00   | 1,73  |            |         |
| Total                   | Total                                       | 2 420 | 100,00 / 100,00 |       | 5 / 5      |         |
| Eleitorado/Participação | Eleitorado/Participação                     | 3 346 | 72,33 / 100,00  | 0,26  |            |         |

| Freguesia     | %     | %     | %     | %     | %    | Votantes |
| Freguesia     | PSD   | MICA  | PS    | CDU   | CDS  | Votantes |
| ------------- | ----- | ----- | ----- | ----- | ---- | -------- |
| Alter do Chão | 43,89 | 27,65 | 16,04 | 8,12  | 1,98 | 1 465    |
| Chancelaria   | 46,09 | 9,90  | 18,49 | 13,54 | 8,59 | 384      |
| Cunheira      | 49,32 | 6,42  | 30,07 | 7,77  | 1,69 | 296      |
| Seda          | 30,91 | 7,27  | 14,55 | 42,91 | 2,18 | 275      |
| Alter do Chão | 43,43 | 19,92 | 17,98 | 12,89 | 3,02 | 2 420    |

#### Assembleia Municipal
| Partido                 | Partido                                     | Votos | %               | +/-   | Deputados | +/- |
| ----------------------- | ------------------------------------------- | ----- | --------------- | ----- | --------- | --- |
|                         | Partido Social Democrata                    | 927   | 38,31 / 100,00  | -     | 7 / 15    | -   |
|                         | Movimento Independente do Concelho de Alter | 518   | 21,40 / 100,00  | 4,88  | 3 / 15    | 1   |
|                         | Partido Socialista                          | 450   | 18,60 / 100,00  | 10,47 | 3 / 15    | 2   |
|                         | Coligação Democrática Unitária              | 368   | 15,21 / 100,00  | 3,11  | 2 / 15    | 1   |
|                         | CDS – Partido Popular                       | 73    | 3,02 / 100,00   | -     | 0 / 15    | -   |
| Votos Inválidos         | Votos Inválidos                             | 84    | 3,47 / 100,00   | 2,17  |           |     |
| Total                   | Total                                       | 2 420 | 100,00 / 100,00 |       | 15 / 15   |     |
| Eleitorado/Participação | Eleitorado/Participação                     | 3 346 | 72,33 / 100,00  | 0,26  |           |     |

| Freguesia     | %     | %     | %     | %     | %    | Votantes |
| Freguesia     | PSD   | MICA  | PS    | CDU   | CDS  | Votantes |
| ------------- | ----- | ----- | ----- | ----- | ---- | -------- |
| Alter do Chão | 40,82 | 29,42 | 13,86 | 10,58 | 1,84 | 1 465    |
| Chancelaria   | 34,38 | 11,20 | 26,56 | 16,15 | 8,59 | 384      |
| Cunheira      | 43,92 | 5,74  | 34,12 | 9,12  | 2,03 | 296      |
| Seda          | 24,36 | 9,82  | 16,00 | 45,09 | 2,55 | 275      |
| Alter do Chão | 38,31 | 21,40 | 18,60 | 15,21 | 3,02 | 2 420    |

#### Juntas de Freguesia
| Partido                 | Partido                        | Votos | %               | +/-  | Presidentes | Mandatos | +/- |
| ----------------------- | ------------------------------ | ----- | --------------- | ---- | ----------- | -------- | --- |
|                         | Partido Social Democrata       | 795   | 32,85 / 100,00  | -    | 2 / 4       | 11 / 30  | -   |
|                         | Partido Socialista             | 635   | 26,24 / 100,00  | 6,97 | 1 / 4       | 10 / 30  | 3   |
|                         | Coligação Democrática Unitária | 444   | 18,35 / 100,00  | 3,00 | 1 / 4       | 6 / 30   | 3   |
|                         | Grupo de Cidadãos              | 404   | 16,69 / 100,00  | 4,22 | 0 / 4       | 3 / 30   | 1   |
|                         | CDS – Partido Popular          | 62    | 2,56 / 100,00   | -    | 0 / 4       | 0 / 30   | -   |
| Votos Inválidos         | Votos Inválidos                | 80    | 3,31 / 100,00   | 1,15 |             |          |     |
| Total                   | Total                          | 2 420 | 100,00 / 100,00 |      | 4 / 4       | 30 / 30  |     |
| Eleitorado/Participação | Eleitorado/Participação        | 3 346 | 72,33 / 100,00  | 0,29 |             |          |     |

| Freguesia     | Partido Vencedor | Partido Vencedor               | %              | Mandatos |
| ------------- | ---------------- | ------------------------------ | -------------- | -------- |
| Alter do Chão |                  | Partido Social Democrata       | 35,43 / 100,00 | 4 / 9    |
| Chancelaria   |                  | Partido Social Democrata       | 29,43 / 100,00 | 3 / 7    |
| Cunheira      |                  | Partido Socialista             | 44,26 / 100,00 | 4 / 7    |
| Seda          |                  | Coligação Democrática Unitária | 54,91 / 100,00 | 4 / 7    |

### Arronches

#### Câmara Municipal
| Partido                 | Partido                        | Votos | %               | +/-  | Vereadores | +/-     |
| ----------------------- | ------------------------------ | ----- | --------------- | ---- | ---------- | ------- |
|                         | Partido Social Democrata       | 1 269 | 54,25 / 100,00  | -    | 3 / 5      | -       |
|                         | Partido Socialista             | 911   | 38,95 / 100,00  | 7,16 | 2 / 5      | 1       |
|                         | Coligação Democrática Unitária | 91    | 3,89 / 100,00   | 6,48 | 0 / 5      | Estável |
|                         | CDS-PPM                        | 26    | 1,11 / 100,00   | Novo | 0 / 5      | Novo    |
| Votos Inválidos         | Votos Inválidos                | 42    | 1,80 / 100,00   | 1,28 |            |         |
| Total                   | Total                          | 2 339 | 100,00 / 100,00 |      | 5 / 5      |         |
| Eleitorado/Participação | Eleitorado/Participação        | 2 906 | 80,49 / 100,00  | 4,85 |            |         |

| Freguesia | %     | %     | %    | %        | Votantes |
| Freguesia | PSD   | PS    | CDU  | CDS- PPM | Votantes |
| --------- | ----- | ----- | ---- | -------- | -------- |
| Assunção  | 56,41 | 34,23 | 5,68 | 1,23     | 1 303    |
| Esperança | 52,47 | 43,20 | 2,09 | 1,20     | 669      |
| Mosteiros | 49,86 | 47,96 | 0,82 | 0,54     | 367      |
| Arronches | 54,25 | 38,95 | 3,89 | 1,11     | 2 339    |

#### Assembleia Municipal
| Partido                 | Partido                        | Votos | %               | +/-  | Deputados | +/- |
| ----------------------- | ------------------------------ | ----- | --------------- | ---- | --------- | --- |
|                         | Partido Social Democrata       | 1 217 | 52,03 / 100,00  | -    | 8 / 15    | -   |
|                         | Partido Socialista             | 940   | 40,19 / 100,00  | 7,00 | 6 / 15    | 1   |
|                         | Coligação Democrática Unitária | 143   | 6,11 / 100,00   | 5,94 | 1 / 15    | 1   |
| Votos Inválidos         | Votos Inválidos                | 39    | 1,67 / 100,00   | 1,95 |           |     |
| Total                   | Total                          | 2 339 | 100,00 / 100,00 |      | 15 / 15   |     |
| Eleitorado/Participação | Eleitorado/Participação        | 2 906 | 80,49 / 100,00  | 4,85 |           |     |

| Freguesia | %     | %     | %    | Votantes |
| Freguesia | PSD   | PS    | CDU  | Votantes |
| --------- | ----- | ----- | ---- | -------- |
| Assunção  | 53,49 | 36,45 | 7,98 | 1 303    |
| Esperança | 54,86 | 40,36 | 3,74 | 669      |
| Mosteiros | 41,69 | 53,13 | 3,81 | 367      |
| Arronches | 52,03 | 40,19 | 6,11 | 2 339    |

#### Juntas de Freguesia
| Partido                 | Partido                        | Votos | %               | +/-  | Presidentes | Mandatos | +/- |
| ----------------------- | ------------------------------ | ----- | --------------- | ---- | ----------- | -------- | --- |
|                         | Partido Social Democrata       | 1 146 | 49,00 / 100,00  | -    | 2 / 3       | 12 / 23  | -   |
|                         | Partido Socialista             | 1 034 | 44,21 / 100,00  | 7,51 | 1 / 3       | 11 / 23  | 3   |
|                         | Coligação Democrática Unitária | 121   | 5,17 / 100,00   | 6,38 | 0 / 3       | 0 / 23   | 1   |
| Votos Inválidos         | Votos Inválidos                | 38    | 1,63 / 100,00   | 2,03 |             |          |     |
| Total                   | Total                          | 2 339 | 100,00 / 100,00 |      | 3 / 3       | 23 / 23  |     |
| Eleitorado/Participação | Eleitorado/Participação        | 2 906 | 80,49 / 100,00  | 4,85 |             |          |     |

| Freguesia | Partido Vencedor | Partido Vencedor         | %              | Mandatos |
| --------- | ---------------- | ------------------------ | -------------- | -------- |
| Assunção  |                  | Partido Social Democrata | 54,80 / 100,00 | 6 / 9    |
| Esperança |                  | Partido Social Democrata | 49,33 / 100,00 | 4 / 7    |
| Mosteiros |                  | Partido Socialista       | 70,30 / 100,00 | 5 / 7    |

### Avis

#### Câmara Municipal
| Partido                 | Partido                        | Votos | %               | +/-  | Vereadores | +/-     |
| ----------------------- | ------------------------------ | ----- | --------------- | ---- | ---------- | ------- |
|                         | Coligação Democrática Unitária | 1 647 | 53,93 / 100,00  | 3,46 | 3 / 5      | 1       |
|                         | Partido Socialista             | 1 023 | 33,50 / 100,00  | 6,93 | 2 / 5      | 1       |
|                         | Partido Social Democrata       | 263   | 8,61 / 100,00   | 3,68 | 0 / 5      | Estável |
| Votos Inválidos         | Votos Inválidos                | 121   | 3,97 / 100,00   | 0,22 |            |         |
| Total                   | Total                          | 3 054 | 100,00 / 100,00 |      | 5 / 5      |         |
| Eleitorado/Participação | Eleitorado/Participação        | 4 089 | 74,69 / 100,00  | 0,22 |            |         |

| Freguesia         | %      | %     | %     | Votantes |
| Freguesia         | CDU    | PS    | PSD   | Votantes |
| ----------------- | ------ | ----- | ----- | -------- |
| Alcôrrego         | 72,41  | 20,00 | 3,10  | 290      |
| Aldeia Velha      | 57,69  | 35,90 | 3,85  | 234      |
| Avis              | 52,21  | 34,01 | 8,64  | 1 088    |
| Benavila          | 45,92  | 37,02 | 12,52 | 551      |
| Ervedal           | 53,27  | 35,84 | 8,96  | 413      |
| Figueira e Barros | 52,38  | 37,23 | 8,66  | 231      |
| Maranhão          | 100,00 | 0     | 0     | 25       |
| Valongo           | 51,80  | 32,88 | 11,26 | 222      |
| Avis              | 53,93  | 33,50 | 8,61  | 3 054    |

#### Assembleia Municipal
| Partido                 | Partido                        | Votos | %               | +/-  | Deputados | +/-     |
| ----------------------- | ------------------------------ | ----- | --------------- | ---- | --------- | ------- |
|                         | Coligação Democrática Unitária | 1 645 | 53,86 / 100,00  | 3,78 | 9 / 15    | Estável |
|                         | Partido Socialista             | 997   | 32,65 / 100,00  | 6,18 | 5 / 15    | 1       |
|                         | Partido Social Democrata       | 287   | 9,40 / 100,00   | 2,48 | 1 / 15    | 1       |
| Votos Inválidos         | Votos Inválidos                | 125   | 4,09 / 100,00   | 0,09 |           |         |
| Total                   | Total                          | 3 054 | 100,00 / 100,00 |      | 15 / 15   |         |
| Eleitorado/Participação | Eleitorado/Participação        | 4 089 | 74,69 / 100,00  | 0,22 |           |         |

| Freguesia         | %     | %     | %     | Votantes |
| Freguesia         | CDU   | PS    | PSD   | Votantes |
| ----------------- | ----- | ----- | ----- | -------- |
| Alcôrrego         | 68,97 | 21,38 | 5,17  | 290      |
| Aldeia Velha      | 58,12 | 34,62 | 5,13  | 234      |
| Avis              | 51,93 | 32,90 | 9,65  | 1 088    |
| Benavila          | 47,55 | 35,75 | 12,34 | 551      |
| Ervedal           | 53,27 | 34,14 | 9,93  | 413      |
| Figueira e Barros | 54,11 | 35,93 | 8,66  | 231      |
| Maranhão          | 96,00 | 4,00  | 0     | 25       |
| Valongo           | 50,90 | 33,33 | 11,71 | 222      |
| Avis              | 53,86 | 32,65 | 9,40  | 3 054    |

#### Juntas de Freguesia
| Partido                 | Partido                        | Votos | %               | +/-  | Presidentes | Mandatos | +/- |
| ----------------------- | ------------------------------ | ----- | --------------- | ---- | ----------- | -------- | --- |
|                         | Coligação Democrática Unitária | 1 621 | 53,52 / 100,00  | 4,51 | 7 / 7       | 30 / 51  | 4   |
|                         | Partido Socialista             | 1 043 | 34,43 / 100,00  | 6,95 | 0 / 7       | 19 / 51  | 5   |
|                         | Partido Social Democrata       | 234   | 7,73 / 100,00   | 2,81 | 0 / 7       | 2 / 51   | 1   |
| Votos Inválidos         | Votos Inválidos                | 131   | 4,32 / 100,00   | 0,37 |             |          |     |
| Total                   | Total                          | 3 029 | 100,00 / 100,00 |      | 7 / 7       | 51 / 51  |     |
| Eleitorado/Participação | Eleitorado/Participação        | 4 019 | 75,37 / 100,00  | 1,24 |             |          |     |

| Freguesia         | Partido Vencedor               | Partido Vencedor               | %                              | Mandatos                       |
| ----------------- | ------------------------------ | ------------------------------ | ------------------------------ | ------------------------------ |
| Alcôrrego         |                                | Coligação Democrática Unitária | 62,07 / 100,00                 | 5 / 7                          |
| Aldeia Velha      |                                | Coligação Democrática Unitária | 58,12 / 100,00                 | 4 / 7                          |
| Avis              |                                | Coligação Democrática Unitária | 53,58 / 100,00                 | 5 / 9                          |
| Benavila          |                                | Coligação Democrática Unitária | 52,81 / 100,00                 | 4 / 7                          |
| Ervedal           |                                | Coligação Democrática Unitária | 47,94 / 100,00                 | 4 / 7                          |
| Figueira e Barros |                                | Coligação Democrática Unitária | 52,81 / 100,00                 | 4 / 7                          |
| Maranhão          | Plenário de Cidadãos Eleitores | Plenário de Cidadãos Eleitores | Plenário de Cidadãos Eleitores | Plenário de Cidadãos Eleitores |
| Valongo           |                                | Coligação Democrática Unitária | 50,00 / 100,00                 | 4 / 7                          |

### Campo Maior

#### Câmara Municipal
| Partido                 | Partido                        | Votos | %               | +/-  | Vereadores | +/-     |
| ----------------------- | ------------------------------ | ----- | --------------- | ---- | ---------- | ------- |
|                         | Partido Socialista             | 2 723 | 46,84 / 100,00  | 1,72 | 3 / 5      | Estável |
|                         | A Nossa Terra, Campo Maior     | 2 530 | 43,52 / 100,00  | Novo | 2 / 5      | Novo    |
|                         | Coligação Democrática Unitária | 362   | 6,23 / 100,00   | 2,81 | 0 / 5      | Estável |
|                         | Partido Social Democrata       | 93    | 1,60 / 100,00   | -    | 0 / 5      | -       |
| Votos Inválidos         | Votos Inválidos                | 106   | 1,82 / 100,00   | 1,05 |            |         |
| Total                   | Total                          | 5 814 | 100,00 / 100,00 |      | 5 / 5      |         |
| Eleitorado/Participação | Eleitorado/Participação        | 7 645 | 76,05 / 100,00  | 0,62 |            |         |

| Freguesia                            | %     | %     | %    | %    | Votantes |
| Freguesia                            | PS    | ANT   | CDU  | PSD  | Votantes |
| ------------------------------------ | ----- | ----- | ---- | ---- | -------- |
| Nossa Senhora da Expectação          | 46,18 | 43,13 | 6,76 | 1,78 | 2 590    |
| Nossa Senhora da Graça dos Degolados | 53,90 | 40,53 | 4,23 | 0,45 | 449      |
| São João Batista                     | 46,31 | 44,36 | 6,05 | 1,62 | 2 775    |
| Campo Maior                          | 46,84 | 43,52 | 6,23 | 1,60 | 5 814    |

#### Assembleia Municipal
| Partido                 | Partido                        | Votos | %               | +/-  | Deputados | +/-     |
| ----------------------- | ------------------------------ | ----- | --------------- | ---- | --------- | ------- |
|                         | Partido Socialista             | 2 531 | 43,53 / 100,00  | 0,26 | 7 / 15    | Estável |
|                         | A Nossa Terra, Campo Maior     | 2 498 | 42,97 / 100,00  | Novo | 7 / 15    | Novo    |
|                         | Coligação Democrática Unitária | 462   | 7,95 / 100,00   | 1,70 | 1 / 15    | Estável |
|                         | Partido Social Democrata       | 152   | 2,61 / 100,00   | -    | 0 / 15    | -       |
|                         | Bloco de Esquerda              | 46    | 0,79 / 100,00   | -    | 0 / 15    | -       |
| Votos Inválidos         | Votos Inválidos                | 125   | 2,15 / 100,00   | 0,91 |           |         |
| Total                   | Total                          | 5 814 | 100,00 / 100,00 |      | 15 / 15   |         |
| Eleitorado/Participação | Eleitorado/Participação        | 7 645 | 76,05 / 100,00  | 0,62 |           |         |

| Freguesia                            | %     | %     | %    | %    | %    | Votantes |
| Freguesia                            | PS    | ANT   | CDU  | PSD  | BE   | Votantes |
| ------------------------------------ | ----- | ----- | ---- | ---- | ---- | -------- |
| Nossa Senhora da Expectação          | 43,13 | 42,63 | 7,84 | 3,09 | 0,97 | 2 590    |
| Nossa Senhora da Graça dos Degolados | 53,67 | 39,20 | 5,35 | 0,89 | 0    | 449      |
| São João Batista                     | 42,27 | 43,89 | 8,47 | 2,45 | 0,76 | 2 775    |
| Campo Maior                          | 43,53 | 42,97 | 7,95 | 2,61 | 0,79 | 5 814    |

#### Juntas de Freguesia
| Partido                 | Partido                        | Votos | %               | +/-  | Presidentes | Mandatos | +/-     |
| ----------------------- | ------------------------------ | ----- | --------------- | ---- | ----------- | -------- | ------- |
|                         | Grupo de Cidadãos              | 2 546 | 43,79 / 100,00  | 6,43 | 2 / 3       | 13 / 25  | 3       |
|                         | Partido Socialista             | 2 450 | 42,14 / 100,00  | 0,97 | 1 / 3       | 12 / 25  | Estável |
|                         | Coligação Democrática Unitária | 456   | 7,84 / 100,00   | 2,20 | 0 / 3       | 0 / 25   | 3       |
|                         | Partido Social Democrata       | 212   | 3,65 / 100,00   | -    | 0 / 3       | 0 / 25   | -       |
|                         | Bloco de Esquerda              | 33    | 0,57 / 100,00   | -    | 0 / 3       | 0 / 25   | -       |
| Votos Inválidos         | Votos Inválidos                | 117   | 2,01 / 100,00   | 0,66 |             |          |         |
| Total                   | Total                          | 5 814 | 100,00 / 100,00 |      | 3 / 3       | 25 / 25  |         |
| Eleitorado/Participação | Eleitorado/Participação        | 7 645 | 76,05 / 100,00  | 0,62 |             |          |         |

| Freguesia                            | Partido Vencedor | Partido Vencedor   | %              | Mandatos |
| ------------------------------------ | ---------------- | ------------------ | -------------- | -------- |
| Nossa Senhora da Expectação          |                  | Grupo de Cidadãos  | 42,28 / 100,00 | 5 / 9    |
| Nossa Senhora da Graça dos Degolados |                  | Partido Socialista | 54,79 / 100,00 | 4 / 7    |
| São João Batista                     |                  | Grupo de Cidadãos  | 45,73 / 100,00 | 5 / 9    |

### Castelo de Vide

#### Câmara Municipal
| Partido                 | Partido                        | Votos | %               | +/-  | Vereadores | +/-     |
| ----------------------- | ------------------------------ | ----- | --------------- | ---- | ---------- | ------- |
|                         | Partido Social Democrata       | 1 284 | 53,23 / 100,00  | 1,91 | 3 / 5      | Estável |
|                         | Partido Socialista             | 680   | 28,19 / 100,00  | 5,41 | 2 / 5      | Estável |
|                         | Transformação Independente     | 233   | 9,66 / 100,00   | Novo | 0 / 5      | Novo    |
|                         | Coligação Democrática Unitária | 99    | 4,10 / 100,00   | 2,25 | 0 / 5      | Estável |
|                         | CDS – Partido Popular          | 35    | 1,45 / 100,00   | 0,24 | 0 / 5      | Estável |
| Votos Inválidos         | Votos Inválidos                | 81    | 3,36 / 100,00   | 0,14 |            |         |
| Total                   | Total                          | 2 412 | 100,00 / 100,00 |      | 5 / 5      |         |
| Eleitorado/Participação | Eleitorado/Participação        | 3 165 | 76,21 / 100,00  | 1,03 |            |         |

| Freguesia                                | %     | %     | %     | %    | %    | Votantes |
| Freguesia                                | PSD   | PS    | TI    | CDU  | CDS  | Votantes |
| ---------------------------------------- | ----- | ----- | ----- | ---- | ---- | -------- |
| Nossa Senhora da Graça de Póvoa e Meadas | 32,35 | 38,01 | 11,54 | 9,50 | 2,49 | 442      |
| Santa Maria da Devesa                    | 58,08 | 25,60 | 9,18  | 3,06 | 1,28 | 1 176    |
| Santiago Maior                           | 63,35 | 27,49 | 4,38  | 1,59 | 0,80 | 251      |
| São João Baptista                        | 55,06 | 26,15 | 11,60 | 3,13 | 1,29 | 543      |
| Castelo de Vide                          | 53,23 | 28,19 | 9,66  | 4,10 | 1,45 | 2 412    |

#### Assembleia Municipal
| Partido                 | Partido                        | Votos | %               | +/-  | Deputados | +/-     |
| ----------------------- | ------------------------------ | ----- | --------------- | ---- | --------- | ------- |
|                         | Partido Social Democrata       | 1 245 | 51,62 / 100,00  | 1,94 | 9 / 15    | Estável |
|                         | Partido Socialista             | 680   | 28,19 / 100,00  | 7,00 | 5 / 15    | Estável |
|                         | Transformação Independente     | 240   | 9,95 / 100,00   | Novo | 1 / 15    | Novo    |
|                         | Coligação Democrática Unitária | 135   | 5,60 / 100,00   | 2,23 | 0 / 15    | 1       |
|                         | CDS – Partido Popular          | 26    | 1,08 / 100,00   | -    | 0 / 15    | -       |
| Votos Inválidos         | Votos Inválidos                | 86    | 3,56 / 100,00   | 0,14 |           |         |
| Total                   | Total                          | 2 412 | 100,00 / 100,00 |      | 15 / 15   |         |
| Eleitorado/Participação | Eleitorado/Participação        | 3 165 | 76,21 / 100,00  | 1,06 |           |         |

| Freguesia                                | %     | %     | %     | %     | %    | Votantes |
| Freguesia                                | PSD   | PS    | TI    | CDU   | CDS  | Votantes |
| ---------------------------------------- | ----- | ----- | ----- | ----- | ---- | -------- |
| Nossa Senhora da Graça de Póvoa e Meadas | 28,05 | 39,82 | 11,99 | 12,90 | 1,58 | 442      |
| Santa Maria da Devesa                    | 55,87 | 25,68 | 10,12 | 4,08  | 1,19 | 1 176    |
| Santiago Maior                           | 63,35 | 25,50 | 5,58  | 1,99  | 0,40 | 251      |
| São João Baptista                        | 56,17 | 25,41 | 9,94  | 4,60  | 0,74 | 543      |
| Castelo de Vide                          | 51,62 | 28,19 | 9,95  | 5,60  | 1,08 | 2 412    |

#### Juntas de Freguesia
| Partido                 | Partido                        | Votos | %               | +/-  | Presidentes | Mandatos | +/- |
| ----------------------- | ------------------------------ | ----- | --------------- | ---- | ----------- | -------- | --- |
|                         | Partido Social Democrata       | 1 190 | 49,34 / 100,00  | 3,99 | 3 / 4       | 17 / 30  | 1   |
|                         | Partido Socialista             | 767   | 31,80 / 100,00  | 4,27 | 1 / 4       | 10 / 30  | 1   |
|                         | Grupo de Cidadãos              | 260   | 10,78 / 100,00  | -    | 0 / 4       | 3 / 30   | -   |
|                         | Coligação Democrática Unitária | 118   | 4,89 / 100,00   | 2,07 | 0 / 4       | 0 / 30   | 1   |
| Votos Inválidos         | Votos Inválidos                | 77    | 3,19 / 100,00   | 0,43 |             |          |     |
| Total                   | Total                          | 2 412 | 100,00 / 100,00 |      | 4 / 4       | 30 / 30  |     |
| Eleitorado/Participação | Eleitorado/Participação        | 3 165 | 76,21 / 100,00  | 1,00 |             |          |     |

| Freguesia                                | Partido Vencedor | Partido Vencedor         | %              | Mandatos |
| ---------------------------------------- | ---------------- | ------------------------ | -------------- | -------- |
| Nossa Senhora da Graça de Póvoa e Meadas |                  | Partido Socialista       | 37,78 / 100,00 | 3 / 7    |
| Santa Maria da Devesa                    |                  | Partido Social Democrata | 54,00 / 100,00 | 5 / 9    |
| Santiago Maior                           |                  | Partido Social Democrata | 63,75 / 100,00 | 5 / 7    |
| São João Baptista                        |                  | Partido Social Democrata | 53,78 / 100,00 | 5 / 7    |

### Crato

#### Câmara Municipal
| Partido                 | Partido                        | Votos | %               | +/-  | Vereadores | +/-     |
| ----------------------- | ------------------------------ | ----- | --------------- | ---- | ---------- | ------- |
|                         | Coligação Democrática Unitária | 1 297 | 46,37 / 100,00  | 2,95 | 3 / 5      | 1       |
|                         | Partido Socialista             | 1 148 | 41,04 / 100,00  | 4,82 | 2 / 5      | 1       |
|                         | Partido Social Democrata       | 296   | 10,58 / 100,00  | 2,70 | 0 / 5      | Estável |
| Votos Inválidos         | Votos Inválidos                | 56    | 2,01 / 100,00   | 0,83 |            |         |
| Total                   | Total                          | 2 797 | 100,00 / 100,00 |      | 5 / 5      |         |
| Eleitorado/Participação | Eleitorado/Participação        | 3 626 | 77,14 / 100,00  | 2,54 |            |         |

| Freguesia        | %     | %     | %     | Votantes |
| Freguesia        | CDU   | PS    | PSD   | Votantes |
| ---------------- | ----- | ----- | ----- | -------- |
| Aldeia da Mata   | 29,39 | 51,44 | 16,93 | 313      |
| Crato e Mártires | 51,79 | 36,88 | 9,38  | 1 120    |
| Flor da Rosa     | 36,73 | 38,05 | 23,89 | 226      |
| Gáfete           | 47,46 | 45,25 | 5,23  | 727      |
| Monte da Pedra   | 41,78 | 39,56 | 16,89 | 225      |
| Vale do Peso     | 55,38 | 37,63 | 4,30  | 186      |
| Crato            | 46,37 | 41,04 | 10,58 | 2 797    |

#### Assembleia Municipal
| Partido                 | Partido                        | Votos | %               | +/-  | Deputados | +/-     |
| ----------------------- | ------------------------------ | ----- | --------------- | ---- | --------- | ------- |
|                         | Coligação Democrática Unitária | 1 181 | 42,22 / 100,00  | 4,07 | 7 / 15    | 1       |
|                         | Partido Socialista             | 1 098 | 39,26 / 100,00  | 6,23 | 6 / 15    | 1       |
|                         | Partido Social Democrata       | 439   | 15,70 / 100,00  | 2,52 | 2 / 15    | Estável |
| Votos Inválidos         | Votos Inválidos                | 79    | 2,83 / 100,00   | 0,34 |           |         |
| Total                   | Total                          | 2 797 | 100,00 / 100,00 |      | 15 / 15   |         |
| Eleitorado/Participação | Eleitorado/Participação        | 3 626 | 77,14 / 100,00  | 2,54 |           |         |

| Freguesia        | %     | %     | %     | Votantes |
| Freguesia        | CDU   | PS    | PSD   | Votantes |
| ---------------- | ----- | ----- | ----- | -------- |
| Aldeia da Mata   | 24,92 | 47,60 | 25,24 | 313      |
| Crato e Mártires | 49,73 | 35,89 | 12,05 | 1 120    |
| Flor da Rosa     | 27,43 | 31,86 | 34,51 | 226      |
| Gáfete           | 43,33 | 45,39 | 8,39  | 727      |
| Monte da Pedra   | 32,00 | 37,33 | 28,00 | 225      |
| Vale do Peso     | 52,15 | 32,80 | 12,37 | 186      |
| Crato            | 42,22 | 39,26 | 15,70 | 2 797    |

#### Juntas de Freguesia
| Partido                 | Partido                        | Votos | %               | +/-  | Presidentes | Mandatos | +/-     |
| ----------------------- | ------------------------------ | ----- | --------------- | ---- | ----------- | -------- | ------- |
|                         | Coligação Democrática Unitária | 1 209 | 43,22 / 100,00  | 7,07 | 2 / 6       | 16 / 44  | 2       |
|                         | Partido Socialista             | 981   | 35,07 / 100,00  | 9,34 | 2 / 6       | 17 / 44  | 2       |
|                         | Partido Social Democrata       | 535   | 19,13 / 100,00  | 0,97 | 2 / 6       | 11 / 44  | Estável |
| Votos Inválidos         | Votos Inválidos                | 72    | 2,57 / 100,00   | 1,13 |             |          |         |
| Total                   | Total                          | 2 797 | 100,00 / 100,00 |      | 6 / 6       | 44 / 44  |         |
| Eleitorado/Participação | Eleitorado/Participação        | 3 626 | 77,14 / 100,00  | 2,54 |             |          |         |

| Freguesia        | Partido Vencedor | Partido Vencedor               | %              | Mandatos |
| ---------------- | ---------------- | ------------------------------ | -------------- | -------- |
| Aldeia da Mata   |                  | Partido Socialista             | 45,69 / 100,00 | 4 / 7    |
| Crato e Mártires |                  | Coligação Democrática Unitária | 63,84 / 100,00 | 7 / 9    |
| Flor da Rosa     |                  | Partido Social Democrata       | 63,72 / 100,00 | 5 / 7    |
| Gáfete           |                  | Partido Socialista             | 47,59 / 100,00 | 4 / 7    |
| Monte da Pedra   |                  | Partido Social Democrata       | 49,33 / 100,00 | 4 / 7    |
| Vale do Peso     |                  | Coligação Democrática Unitária | 53,76 / 100,00 | 4 / 7    |

### Elvas

#### Câmara Municipal
| Partido                 | Partido                        | Votos  | %               | +/-  | Vereadores | +/-     |
| ----------------------- | ------------------------------ | ------ | --------------- | ---- | ---------- | ------- |
|                         | Partido Socialista             | 7 353  | 68,39 / 100,00  | 1,95 | 6 / 7      | Estável |
|                         | PSD-CDS                        | 2 135  | 19,86 / 100,00  | 2,19 | 1 / 7      | Estável |
|                         | Bloco de Esquerda              | 381    | 3,54 / 100,00   | -    | 0 / 7      | -       |
|                         | Coligação Democrática Unitária | 330    | 3,07 / 100,00   | 2,20 | 0 / 7      | Estável |
|                         | Partido da Terra               | 210    | 1,95 / 100,00   | -    | 0 / 7      | -       |
| Votos Inválidos         | Votos Inválidos                | 343    | 3,19 / 100,00   | 0,51 |            |         |
| Total                   | Total                          | 10 752 | 100,00 / 100,00 |      | 7 / 7      |         |
| Eleitorado/Participação | Eleitorado/Participação        | 20 362 | 52,80 / 100,00  | 3,19 |            |         |

| Freguesia                         | %     | %        | %    | %    | %    | Votantes |
| Freguesia                         | PS    | PSD- CDS | BE   | CDU  | MPT  | Votantes |
| --------------------------------- | ----- | -------- | ---- | ---- | ---- | -------- |
| Ajuda, Salvador e Santo Ildefonso | 70,80 | 19,60    | 3,80 | 2,80 | 0,40 | 500      |
| Alcáçova                          | 71,06 | 17,94    | 3,96 | 2,08 | 1,98 | 1 009    |
| Assunção                          | 57,71 | 30,21    | 4,25 | 1,50 | 2,29 | 3 270    |
| Barbacena                         | 74,12 | 15,53    | 1,18 | 5,41 | 1,65 | 425      |
| Caia e São Pedro                  | 76,17 | 10,41    | 5,49 | 4,16 | 1,50 | 1 729    |
| Santa Eulália                     | 75,56 | 14,55    | 1,55 | 2,40 | 2,82 | 708      |
| São Brás e São Lourenço           | 70,15 | 19,78    | 2,21 | 3,07 | 2,33 | 814      |
| São Vicente e Ventosa             | 80,82 | 10,76    | 1,17 | 6,07 | 0,59 | 511      |
| Terrugem                          | 71,67 | 14,62    | 1,94 | 6,73 | 1,68 | 773      |
| Vila Boim                         | 68,96 | 16,91    | 3,57 | 2,77 | 2,91 | 757      |
| Vila Fernando                     | 65,63 | 24,22    | 2,34 | 1,95 | 1,17 | 256      |
| Elvas                             | 68,39 | 19,86    | 3,54 | 3,07 | 1,95 | 10 752   |

#### Assembleia Municipal
| Partido                 | Partido                        | Votos  | %               | +/-  | Deputados | +/-     |
| ----------------------- | ------------------------------ | ------ | --------------- | ---- | --------- | ------- |
|                         | Partido Socialista             | 6 961  | 64,74 / 100,00  | 2,18 | 15 / 21   | 1       |
|                         | PSD-CDS                        | 2 295  | 21,34 / 100,00  | 0,59 | 5 / 21    | Estável |
|                         | Bloco de Esquerda              | 543    | 5,05 / 100,00   | 0,49 | 1 / 21    | Estável |
|                         | Coligação Democrática Unitária | 377    | 3,51 / 100,00   | 1,87 | 0 / 21    | 1       |
|                         | Partido da Terra               | 216    | 2,01 / 100,00   | -    | 0 / 21    | -       |
| Votos Inválidos         | Votos Inválidos                | 360    | 3,35 / 100,00   | 0,40 |           |         |
| Total                   | Total                          | 10 752 | 100,00 / 100,00 |      | 21 / 21   |         |
| Eleitorado/Participação | Eleitorado/Participação        | 20 362 | 52,80 / 100,00  | 3,19 |           |         |

| Freguesia                         | %     | %        | %    | %    | %    | Votantes |
| Freguesia                         | PS    | PSD- CDS | BE   | CDU  | MPT  | Votantes |
| --------------------------------- | ----- | -------- | ---- | ---- | ---- | -------- |
| Ajuda, Salvador e Santo Ildefonso | 69,00 | 20,40    | 4,20 | 3,20 | 0,60 | 500      |
| Alcáçova                          | 69,18 | 18,43    | 5,65 | 2,28 | 1,88 | 1 009    |
| Assunção                          | 55,26 | 31,35    | 5,90 | 1,90 | 2,05 | 3 270    |
| Barbacena                         | 70,12 | 16,71    | 1,88 | 5,65 | 1,88 | 425      |
| Caia e São Pedro                  | 72,99 | 13,01    | 6,82 | 3,01 | 1,56 | 1 729    |
| Santa Eulália                     | 71,33 | 15,82    | 1,41 | 3,95 | 4,38 | 708      |
| São Brás e São Lourenço           | 66,46 | 21,01    | 3,56 | 3,81 | 2,21 | 814      |
| São Vicente e Ventosa             | 76,52 | 11,35    | 3,52 | 7,44 | 0,39 | 511      |
| Terrugem                          | 66,24 | 15,39    | 4,40 | 8,54 | 1,55 | 773      |
| Vila Boim                         | 59,45 | 20,08    | 4,10 | 6,08 | 3,57 | 757      |
| Vila Fernando                     | 59,38 | 28,91    | 3,52 | 2,34 | 0,78 | 256      |
| Elvas                             | 64,74 | 21,34    | 5,05 | 3,51 | 2,01 | 10 752   |

#### Juntas de Freguesia
| Partido                 | Partido                        | Votos  | %               | +/-  | Presidentes | Mandatos | +/-     |
| ----------------------- | ------------------------------ | ------ | --------------- | ---- | ----------- | -------- | ------- |
|                         | Partido Socialista             | 6 764  | 62,90 / 100,00  | 0,47 | 10 / 11     | 69 / 97  | Estável |
|                         | PSD-CDS                        | 2 470  | 22,97 / 100,00  | 1,41 | 0 / 11      | 23 / 97  | Estável |
|                         | Coligação Democrática Unitária | 397    | 3,69 / 100,00   | 2,69 | 0 / 11      | 1 / 97   | 1       |
|                         | Bloco de Esquerda              | 377    | 3,51 / 100,00   | 1,51 | 0 / 11      | 0 / 97   | 3       |
|                         | Grupo de Cidadãos              | 324    | 3,01 / 100,00   | 2,67 | 1 / 11      | 4 / 97   | 4       |
|                         | Partido da Terra               | 43     | 0,40 / 100,00   | -    | 0 / 11      | 0 / 97   | -       |
| Votos Inválidos         | Votos Inválidos                | 378    | 3,52 / 100,00   | 0,20 |             |          |         |
| Total                   | Total                          | 10 753 | 100,00 / 100,00 |      | 11 / 11     | 97 / 97  |         |
| Eleitorado/Participação | Eleitorado/Participação        | 20 362 | 52,81 / 100,00  | 3,18 |             |          |         |

| Freguesia                         | Partido Vencedor | Partido Vencedor   | %              | Mandatos |
| --------------------------------- | ---------------- | ------------------ | -------------- | -------- |
| Ajuda, Salvador e Santo Ildefonso |                  | Partido Socialista | 71,40 / 100,00 | 7 / 9    |
| Alcáçova                          |                  | Partido Socialista | 70,56 / 100,00 | 7 / 9    |
| Assunção                          |                  | Partido Socialista | 56,76 / 100,00 | 8 / 13   |
| Barbacena                         |                  | Partido Socialista | 71,76 / 100,00 | 6 / 7    |
| Caia e São Pedro                  |                  | Partido Socialista | 73,45 / 100,00 | 8 / 9    |
| Santa Eulália                     |                  | Partido Socialista | 70,62 / 100,00 | 7 / 9    |
| São Brás e São Lourenço           |                  | Partido Socialista | 67,48 / 100,00 | 7 / 9    |
| São Vicente e Ventosa             |                  | Partido Socialista | 72,99 / 100,00 | 6 / 7    |
| Terrugem                          |                  | Partido Socialista | 68,82 / 100,00 | 7 / 9    |
| Vila Boim                         |                  | Grupo de Cidadãos  | 42,80 / 100,00 | 4 / 9    |
| Vila Fernando                     |                  | Partido Socialista | 57,81 / 100,00 | 4 / 7    |

### Fronteira

#### Câmara Municipal
| Partido                 | Partido                                         | Votos | %               | +/-   | Vereadores | +/-     |
| ----------------------- | ----------------------------------------------- | ----- | --------------- | ----- | ---------- | ------- |
|                         | Partido Social Democrata                        | 1 280 | 53,42 / 100,00  | 10,83 | 3 / 5      | 1       |
|                         | Partido Socialista                              | 855   | 35,68 / 100,00  | 15,19 | 2 / 5      | 1       |
|                         | Coligação Democrática Unitária                  | 175   | 7,30 / 100,00   | 3,51  | 0 / 5      | Estável |
|                         | Movimento Independente do Concelho de Fronteira | 22    | 0,92 / 100,00   | Novo  | 0 / 5      | Novo    |
| Votos Inválidos         | Votos Inválidos                                 | 64    | 2,68 / 100,00   | 1,78  |            |         |
| Total                   | Total                                           | 2 396 | 100,00 / 100,00 |       | 5 / 5      |         |
| Eleitorado/Participação | Eleitorado/Participação                         | 3 235 | 74,06 / 100,00  | 1,69  |            |         |

| Freguesia      | %     | %     | %     | %    | Votantes |
| Freguesia      | PSD   | PS    | CDU   | MICF | Votantes |
| -------------- | ----- | ----- | ----- | ---- | -------- |
| Cabeço de Vide | 43,99 | 40,56 | 12,17 | 0,47 | 641      |
| Fronteira      | 55,89 | 35,60 | 4,39  | 1,26 | 1 503    |
| São Saturnino  | 62,70 | 23,81 | 12,30 | 0    | 252      |
| Fronteira      | 53,42 | 35,68 | 7,30  | 0,92 | 2 396    |

#### Assembleia Municipal
| Partido                 | Partido                        | Votos | %               | +/-  | Deputados | +/-     |
| ----------------------- | ------------------------------ | ----- | --------------- | ---- | --------- | ------- |
|                         | Partido Social Democrata       | 1 398 | 58,35 / 100,00  | 4,48 | 9 / 15    | 1       |
|                         | Partido Socialista             | 725   | 30,26 / 100,00  | 6,17 | 5 / 15    | 1       |
|                         | Coligação Democrática Unitária | 217   | 9,06 / 100,00   | 0,09 | 1 / 15    | Estável |
| Votos Inválidos         | Votos Inválidos                | 56    | 2,33 / 100,00   | 1,59 |           |         |
| Total                   | Total                          | 2 396 | 100,00 / 100,00 |      | 15 / 15   |         |
| Eleitorado/Participação | Eleitorado/Participação        | 3 235 | 74,06 / 100,00  | 1,69 |           |         |

| Freguesia      | %     | %     | %     | Votantes |
| Freguesia      | PS    | PSD   | CDU   | Votantes |
| -------------- | ----- | ----- | ----- | -------- |
| Cabeço de Vide | 46,33 | 36,35 | 15,44 | 641      |
| Fronteira      | 62,87 | 29,08 | 5,39  | 1 503    |
| São Saturnino  | 61,90 | 21,83 | 14,68 | 252      |
| Fronteira      | 58,35 | 30,26 | 9,06  | 2 396    |

#### Juntas de Freguesia
| Partido                 | Partido                        | Votos | %               | +/-  | Presidentes | Mandatos | +/- |
| ----------------------- | ------------------------------ | ----- | --------------- | ---- | ----------- | -------- | --- |
|                         | Partido Social Democrata       | 1 514 | 63,19 / 100,00  | 2,36 | 3 / 3       | 15 / 23  | 2   |
|                         | Partido Socialista             | 600   | 25,04 / 100,00  | 5,89 | 0 / 3       | 6 / 23   | 1   |
|                         | Coligação Democrática Unitária | 221   | 9,22 / 100,00   | 2,40 | 0 / 3       | 2 / 23   | 1   |
| Votos Inválidos         | Votos Inválidos                | 61    | 2,54 / 100,00   | 1,14 |             |          |     |
| Total                   | Total                          | 2 396 | 100,00 / 100,00 |      | 3 / 3       | 23 / 23  | 2   |
| Eleitorado/Participação | Eleitorado/Participação        | 3 235 | 74,06 / 100,00  | 1,69 |             |          |     |

| Freguesia      | Partido Vencedor | Partido Vencedor         | %              | Mandatos |
| -------------- | ---------------- | ------------------------ | -------------- | -------- |
| Cabeço de Vide |                  | Partido Social Democrata | 45,40 / 100,00 | 3 / 7    |
| Fronteira      |                  | Partido Social Democrata | 71,46 / 100,00 | 7 / 9    |
| São Saturnino  |                  | Partido Social Democrata | 59,13 / 100,00 | 5 / 7    |

### Gavião

#### Câmara Municipal
| Partido                 | Partido                        | Votos | %               | +/-  | Vereadores | +/-     |
| ----------------------- | ------------------------------ | ----- | --------------- | ---- | ---------- | ------- |
|                         | Partido Socialista             | 1 712 | 59,92 / 100,00  | 4,13 | 4 / 5      | Estável |
|                         | Partido Social Democrata       | 694   | 24,29 / 100,00  | 3,69 | 1 / 5      | Estável |
|                         | Coligação Democrática Unitária | 349   | 12,22 / 100,00  | 0,99 | 0 / 5      | Estável |
| Votos Inválidos         | Votos Inválidos                | 102   | 3,58 / 100,00   | 0,53 |            |         |
| Total                   | Total                          | 2 857 | 100,00 / 100,00 |      | 5 / 5      |         |
| Eleitorado/Participação | Eleitorado/Participação        | 4 139 | 69,03 / 100,00  | 0,44 |            |         |

| Freguesia | %     | %     | %     | Votantes |
| Freguesia | PS    | PSD   | CDU   | Votantes |
| --------- | ----- | ----- | ----- | -------- |
| Atalaia   | 75,00 | 13,28 | 7,81  | 128      |
| Belver    | 73,43 | 11,25 | 10,52 | 542      |
| Comenda   | 53,37 | 19,07 | 24,36 | 624      |
| Gavião    | 55,28 | 35,71 | 5,77  | 1 022    |
| Margem    | 59,15 | 24,40 | 13,12 | 541      |
| Gavião    | 59,92 | 24,29 | 12,22 | 2 857    |

#### Assembleia Municipal
| Partido                 | Partido                        | Votos | %               | +/-  | Deputados | +/-     |
| ----------------------- | ------------------------------ | ----- | --------------- | ---- | --------- | ------- |
|                         | Partido Socialista             | 1 633 | 57,16 / 100,00  | 3,09 | 9 / 15    | 1       |
|                         | Partido Social Democrata       | 665   | 23,28 / 100,00  | 0,97 | 4 / 15    | 1       |
|                         | Coligação Democrática Unitária | 451   | 15,79 / 100,00  | 3,22 | 2 / 15    | Estável |
| Votos Inválidos         | Votos Inválidos                | 108   | 3,79 / 100,00   | 1,08 |           |         |
| Total                   | Total                          | 2 857 | 100,00 / 100,00 |      | 15 / 15   |         |
| Eleitorado/Participação | Eleitorado/Participação        | 4 139 | 69,03 / 100,00  | 0,42 |           |         |

| Freguesia | %     | %     | %     | Votantes |
| Freguesia | PS    | PSD   | CDU   | Votantes |
| --------- | ----- | ----- | ----- | -------- |
| Atalaia   | 69,53 | 12,50 | 13,28 | 128      |
| Belver    | 70,85 | 10,33 | 13,84 | 542      |
| Comenda   | 46,96 | 20,51 | 29,49 | 624      |
| Gavião    | 53,72 | 33,76 | 9,39  | 1 022    |
| Margem    | 58,78 | 22,18 | 14,60 | 541      |
| Gavião    | 57,16 | 23,28 | 15,79 | 2 857    |

#### Juntas de Freguesia
| Partido                 | Partido                        | Votos | %               | +/-     | Presidentes | Mandatos | +/- |
| ----------------------- | ------------------------------ | ----- | --------------- | ------- | ----------- | -------- | --- |
|                         | Partido Socialista             | 1 637 | 57,30 / 100,00  | 0,60    | 5 / 5       | 26 / 37  | 2   |
|                         | Coligação Democrática Unitária | 639   | 22,37 / 100,00  | 7,05    | 0 / 5       | 7 / 37   | 2   |
|                         | Partido Social Democrata       | 444   | 15,54 / 100,00  | 6,44    | 0 / 5       | 4 / 37   | 4   |
| Votos Inválidos         | Votos Inválidos                | 137   | 4,80 / 100,00   | Estável |             |          |     |
| Total                   | Total                          | 2 857 | 100,00 / 100,00 |         | 5 / 5       | 37 / 37  |     |
| Eleitorado/Participação | Eleitorado/Participação        | 4 139 | 69,03 / 100,00  | 0,42    |             |          |     |

| Freguesia | Partido Vencedor | Partido Vencedor   | %              | Mandatos |
| --------- | ---------------- | ------------------ | -------------- | -------- |
| Atalaia   |                  | Partido Socialista | 74,22 / 100,00 | 6 / 7    |
| Belver    |                  | Partido Socialista | 68,45 / 100,00 | 6 / 7    |
| Comenda   |                  | Partido Socialista | 47,76 / 100,00 | 4 / 7    |
| Gavião    |                  | Partido Socialista | 52,54 / 100,00 | 5 / 9    |
| Margem    |                  | Partido Socialista | 62,11 / 100,00 | 5 / 7    |

### Marvão

#### Câmara Municipal
| Partido                 | Partido                        | Votos | %               | +/-  | Vereadores | +/-     |
| ----------------------- | ------------------------------ | ----- | --------------- | ---- | ---------- | ------- |
|                         | Partido Social Democrata       | 1 231 | 48,45 / 100,00  | 8,13 | 3 / 5      | Estável |
|                         | Partido Socialista             | 631   | 24,83 / 100,00  | 8,80 | 1 / 5      | 1       |
|                         | Juntos por Marvão              | 456   | 17,95 / 100,00  | Novo | 1 / 5      | Novo    |
|                         | Movimento por Marvão           | 85    | 3,35 / 100,00   | Novo | 0 / 5      | Novo    |
|                         | CDS – Partido Popular          | 29    | 1,14 / 100,00   | 4,53 | 0 / 5      | Estável |
|                         | Coligação Democrática Unitária | 29    | 1,14 / 100,00   | 0,34 | 0 / 5      | Estável |
| Votos Inválidos         | Votos Inválidos                | 80    | 3,15 / 100,00   | 0,52 |            |         |
| Total                   | Total                          | 2 541 | 100,00 / 100,00 |      | 5 / 5      |         |
| Eleitorado/Participação | Eleitorado/Participação        | 3 373 | 75,33 / 100,00  | 0,17 |            |         |

| Freguesia                | %     | %     | %     | %    | %    | %    | Votantes |
| Freguesia                | PSD   | PS    | JPM   | MPM  | CDS  | CDU  | Votantes |
| ------------------------ | ----- | ----- | ----- | ---- | ---- | ---- | -------- |
| Beirã                    | 53,70 | 29,63 | 11,64 | 0,53 | 0,79 | 1,06 | 378      |
| Santa Maria de Marvão    | 54,49 | 15,17 | 18,89 | 8,36 | 0,31 | 0,93 | 323      |
| Santo António das Areias | 37,08 | 36,05 | 18,60 | 1,15 | 1,95 | 1,15 | 871      |
| São Salvador da Aramenha | 54,59 | 16,10 | 19,50 | 4,75 | 0,83 | 1,24 | 969      |
| Marvão                   | 48,45 | 24,83 | 17,95 | 3,35 | 1,14 | 1,14 | 2 541    |

#### Assembleia Municipal
| Partido                 | Partido                        | Votos | %               | +/-  | Deputados | +/-     |
| ----------------------- | ------------------------------ | ----- | --------------- | ---- | --------- | ------- |
|                         | Partido Social Democrata       | 1 103 | 43,41 / 100,00  | 7,72 | 8 / 15    | Estável |
|                         | Partido Socialista             | 665   | 26,17 / 100,00  | 9,94 | 4 / 15    | 2       |
|                         | Juntos por Marvão              | 502   | 19,76 / 100,00  | Novo | 3 / 15    | Novo    |
|                         | Movimento por Marvão           | 106   | 4,17 / 100,00   | Novo | 0 / 15    | Novo    |
|                         | Coligação Democrática Unitária | 40    | 1,57 / 100,00   | 1,80 | 0 / 15    | Estável |
|                         | CDS – Partido Popular          | 30    | 1,18 / 100,00   | 4,72 | 0 / 15    | 1       |
| Votos Inválidos         | Votos Inválidos                | 95    | 3,74 / 100,00   | 0,25 |           |         |
| Total                   | Total                          | 2 541 | 100,00 / 100,00 |      | 15 / 15   |         |
| Eleitorado/Participação | Eleitorado/Participação        | 3 373 | 75,33 / 100,00  | 0,17 |           |         |

| Freguesia                | %     | %     | %     | %    | %    | %    | Votantes |
| Freguesia                | PSD   | PS    | JPM   | MPM  | CDU  | CDS  | Votantes |
| ------------------------ | ----- | ----- | ----- | ---- | ---- | ---- | -------- |
| Beirã                    | 49,21 | 31,48 | 12,70 | 0,53 | 1,06 | 1,85 | 378      |
| Santa Maria de Marvão    | 48,61 | 15,17 | 20,74 | 9,91 | 0,93 | 0,93 | 323      |
| Santo António das Areias | 32,72 | 37,54 | 20,55 | 1,72 | 2,18 | 1,38 | 871      |
| São Salvador da Aramenha | 49,02 | 17,54 | 21,47 | 5,88 | 1,44 | 0,83 | 969      |
| Marvão                   | 43,41 | 26,17 | 19,76 | 4,17 | 1,57 | 1,18 | 2 541    |

#### Juntas de Freguesia
| Partido                 | Partido                        | Votos | %               | +/-  | Presidentes | Mandatos | +/-     |
| ----------------------- | ------------------------------ | ----- | --------------- | ---- | ----------- | -------- | ------- |
|                         | Partido Social Democrata       | 1 177 | 46,32 / 100,00  | 4,11 | 3 / 4       | 17 / 32  | 2       |
|                         | Partido Socialista             | 890   | 35,03 / 100,00  | 7,35 | 1 / 4       | 12 / 32  | 1       |
|                         | Grupo de Cidadãos              | 334   | 13,14 / 100,00  | -    | 0 / 4       | 3 / 32   | -       |
|                         | Coligação Democrática Unitária | 44    | 1,73 / 100,00   | 0,01 | 0 / 4       | 0 / 32   | Estável |
| Votos Inválidos         | Votos Inválidos                | 96    | 3,78 / 100,00   | 0,52 |             |          |         |
| Total                   | Total                          | 2 541 | 100,00 / 100,00 |      | 4 / 4       | 32 / 32  |         |
| Eleitorado/Participação | Eleitorado/Participação        | 3 373 | 75,33 / 100,00  | 0,17 |             |          |         |

| Freguesia                | Partido Vencedor | Partido Vencedor         | %              | Mandatos |
| ------------------------ | ---------------- | ------------------------ | -------------- | -------- |
| Beirã                    |                  | Partido Social Democrata | 62,43 / 100,00 | 5 / 7    |
| Santa Maria de Marvão    |                  | Partido Social Democrata | 50,77 / 100,00 | 4 / 7    |
| Santo António das Areias |                  | Partido Socialista       | 66,02 / 100,00 | 7 / 9    |
| São Salvador da Aramenha |                  | Partido Social Democrata | 65,33 / 100,00 | 7 / 9    |

### Monforte

#### Câmara Municipal
| Partido                 | Partido                        | Votos | %               | +/-   | Vereadores | +/-     |
| ----------------------- | ------------------------------ | ----- | --------------- | ----- | ---------- | ------- |
|                         | Partido Socialista             | 1 070 | 47,03 / 100,00  | 3,53  | 3 / 5      | 1       |
|                         | Coligação Democrática Unitária | 810   | 35,60 / 100,00  | 10,01 | 2 / 5      | 1       |
|                         | Partido Social Democrata       | 336   | 14,77 / 100,00  | 6,90  | 0 / 5      | Estável |
| Votos Inválidos         | Votos Inválidos                | 59    | 2,59 / 100,00   | 0,42  |            |         |
| Total                   | Total                          | 2 275 | 100,00 / 100,00 |       | 5 / 5      |         |
| Eleitorado/Participação | Eleitorado/Participação        | 2 996 | 75,93 / 100,00  | 3,06  |            |         |

| Freguesia    | %     | %     | %     | Votantes |
| Freguesia    | PS    | CDU   | PSD   | Votantes |
| ------------ | ----- | ----- | ----- | -------- |
| Assumar      | 37,94 | 49,50 | 9,05  | 398      |
| Monforte     | 48,73 | 30,98 | 18,74 | 907      |
| Santo Aleixo | 53,44 | 27,13 | 16,80 | 494      |
| Vaiamonte    | 44,75 | 41,60 | 9,87  | 476      |
| Monforte     | 47,03 | 35,60 | 14,77 | 2 275    |

#### Assembleia Municipal
| Partido                 | Partido                        | Votos | %               | +/-  | Deputados | +/-     |
| ----------------------- | ------------------------------ | ----- | --------------- | ---- | --------- | ------- |
|                         | Partido Socialista             | 980   | 43,08 / 100,00  | 0,01 | 7 / 15    | Estável |
|                         | Coligação Democrática Unitária | 760   | 33,41 / 100,00  | 7,90 | 5 / 15    | 1       |
|                         | Partido Social Democrata       | 464   | 20,40 / 100,00  | 8,18 | 3 / 15    | 1       |
| Votos Inválidos         | Votos Inválidos                | 71    | 3,12 / 100,00   | 0,28 |           |         |
| Total                   | Total                          | 2 275 | 100,00 / 100,00 |      | 15 / 15   |         |
| Eleitorado/Participação | Eleitorado/Participação        | 2 996 | 75,93 / 100,00  | 3,06 |           |         |

| Freguesia    | %     | %     | %     | Votantes |
| Freguesia    | PS    | CDU   | PSD   | Votantes |
| ------------ | ----- | ----- | ----- | -------- |
| Assumar      | 37,44 | 46,98 | 14,07 | 398      |
| Monforte     | 42,56 | 26,57 | 27,45 | 907      |
| Santo Aleixo | 48,99 | 27,13 | 21,26 | 494      |
| Vaiamonte    | 42,65 | 41,60 | 11,34 | 476      |
| Monforte     | 43,08 | 33,41 | 20,40 | 2 275    |

#### Juntas de Freguesia
| Partido                 | Partido                        | Votos | %               | +/-  | Presidentes | Mandatos | +/- |
| ----------------------- | ------------------------------ | ----- | --------------- | ---- | ----------- | -------- | --- |
|                         | Partido Socialista             | 1 027 | 45,14 / 100,00  | 3,36 | 2 / 4       | 14 / 30  | 1   |
|                         | Coligação Democrática Unitária | 869   | 38,20 / 100,00  | 0,83 | 2 / 4       | 12 / 30  | 2   |
|                         | Partido Social Democrata       | 326   | 14,33 / 100,00  | 5,25 | 0 / 4       | 4 / 30   | 3   |
| Votos Inválidos         | Votos Inválidos                | 53    | 2,33 / 100,00   | 1,67 |             |          |     |
| Total                   | Total                          | 2 275 | 100,00 / 100,00 |      | 4 / 4       | 30 / 30  |     |
| Eleitorado/Participação | Eleitorado/Participação        | 2 996 | 75,93 / 100,00  | 3,06 |             |          |     |

| Freguesia    | Partido Vencedor | Partido Vencedor               | %              | Mandatos |
| ------------ | ---------------- | ------------------------------ | -------------- | -------- |
| Assumar      |                  | Coligação Democrática Unitária | 48,99 / 100,00 | 4 / 7    |
| Monforte     |                  | Partido Socialista             | 49,72 / 100,00 | 5 / 9    |
| Santo Aleixo |                  | Coligação Democrática Unitária | 44,13 / 100,00 | 3 / 7    |
| Vaiamonte    |                  | Partido Socialista             | 47,27 / 100,00 | 4 / 7    |

### Nisa

#### Câmara Municipal
| Partido                 | Partido                        | Votos | %               | +/-   | Vereadores | +/-     |
| ----------------------- | ------------------------------ | ----- | --------------- | ----- | ---------- | ------- |
|                         | Coligação Democrática Unitária | 1 895 | 35,84 / 100,00  | 8,07  | 2 / 5      | 1       |
|                         | Partido Socialista             | 1 759 | 33,26 / 100,00  | 10,06 | 2 / 5      | 1       |
|                         | Partido Social Democrata       | 1 225 | 23,17 / 100,00  | 0,84  | 1 / 5      | Estável |
|                         | CDS – Partido Popular          | 116   | 2,19 / 100,00   | 1,26  | 0 / 5      | Estável |
|                         | Bloco de Esquerda              | 111   | 2,10 / 100,00   | -     | 0 / 5      | -       |
| Votos Inválidos         | Votos Inválidos                | 182   | 3,44 / 100,00   | 1,98  |            |         |
| Total                   | Total                          | 5 288 | 100,00 / 100,00 |       | 5 / 5      |         |
| Eleitorado/Participação | Eleitorado/Participação        | 7 429 | 71,18 / 100,00  | 0,12  |            |         |

| Freguesia              | %     | %     | %     | %    | %    | Votantes |
| Freguesia              | CDU   | PS    | PSD   | CDS  | BE   | Votantes |
| ---------------------- | ----- | ----- | ----- | ---- | ---- | -------- |
| Alpalhão               | 27,59 | 35,73 | 27,12 | 4,36 | 1,18 | 848      |
| Amieira do Tejo        | 57,14 | 33,93 | 3,57  | 1,34 | 1,34 | 224      |
| Arez                   | 18,41 | 61,69 | 13,93 | 1,00 | 1,00 | 201      |
| Espírito Santo         | 32,95 | 31,80 | 27,89 | 2,07 | 2,53 | 1 305    |
| Montalvão              | 40,45 | 32,30 | 19,94 | 1,97 | 1,97 | 356      |
| Nossa Senhora da Graça | 38,89 | 28,80 | 24,34 | 1,81 | 2,66 | 941      |
| Santana                | 37,21 | 51,16 | 4,65  | 0,58 | 2,62 | 344      |
| São Matias             | 41,64 | 22,68 | 24,16 | 3,35 | 3,72 | 269      |
| São Simão              | 47,79 | 30,09 | 15,04 | 1,77 | 2,65 | 113      |
| Tolosa                 | 38,14 | 26,78 | 28,68 | 1,46 | 1,31 | 687      |
| Nisa                   | 35,84 | 33,26 | 23,17 | 2,19 | 2,10 | 5 288    |

#### Assembleia Municipal
| Partido                 | Partido                        | Votos | %               | +/-  | Deputados | +/-     |
| ----------------------- | ------------------------------ | ----- | --------------- | ---- | --------- | ------- |
|                         | Partido Socialista             | 1 880 | 35,55 / 100,00  | 7,16 | 6 / 15    | 1       |
|                         | Coligação Democrática Unitária | 1 678 | 31,73 / 100,00  | 3,93 | 5 / 15    | 1       |
|                         | Partido Social Democrata       | 1 220 | 23,07 / 100,00  | 2,80 | 4 / 15    | Estável |
|                         | Bloco de Esquerda              | 175   | 3,31 / 100,00   | -    | 0 / 15    | -       |
|                         | CDS – Partido Popular          | 117   | 2,21 / 100,00   | 1,56 | 0 / 15    | Estável |
| Votos Inválidos         | Votos Inválidos                | 218   | 4,12 / 100,00   | 2,20 |           |         |
| Total                   | Total                          | 5 288 | 100,00 / 100,00 |      | 15 / 15   |         |
| Eleitorado/Participação | Eleitorado/Participação        | 7 429 | 71,18 / 100,00  | 0,12 |           |         |

| Freguesia              | %     | %     | %     | %    | %    | Votantes |
| Freguesia              | PS    | CDU   | PSD   | BE   | CDS  | Votantes |
| ---------------------- | ----- | ----- | ----- | ---- | ---- | -------- |
| Alpalhão               | 36,91 | 21,70 | 29,83 | 2,36 | 5,19 | 848      |
| Amieira do Tejo        | 33,93 | 56,25 | 4,02  | 1,79 | 0,45 | 224      |
| Arez                   | 64,68 | 13,93 | 14,43 | 2,49 | 1,00 | 201      |
| Espírito Santo         | 35,33 | 26,21 | 28,05 | 4,60 | 1,76 | 1 305    |
| Montalvão              | 35,96 | 37,64 | 17,42 | 2,53 | 1,40 | 356      |
| Nossa Senhora da Graça | 32,20 | 34,01 | 22,53 | 4,89 | 1,91 | 941      |
| Santana                | 51,45 | 36,34 | 4,36  | 2,03 | 1,16 | 344      |
| São Matias             | 23,79 | 38,66 | 26,02 | 4,09 | 2,60 | 269      |
| São Simão              | 29,20 | 46,90 | 15,04 | 2,65 | 3,54 | 113      |
| Tolosa                 | 28,38 | 38,14 | 27,22 | 1,46 | 1,31 | 687      |
| Nisa                   | 35,55 | 31,73 | 23,07 | 3,31 | 2,21 | 5 288    |

#### Juntas de Freguesia
| Partido                 | Partido                        | Votos | %               | +/-  | Presidentes | Mandatos | +/- |
| ----------------------- | ------------------------------ | ----- | --------------- | ---- | ----------- | -------- | --- |
|                         | Partido Socialista             | 1 973 | 38,13 / 100,00  | 8,04 | 5 / 9       | 32 / 69  | 6   |
|                         | Coligação Democrática Unitária | 1 680 | 32,46 / 100,00  | 4,28 | 4 / 9       | 25 / 69  | 6   |
|                         | Partido Social Democrata       | 1 209 | 23,36 / 100,00  | 2,84 | 0 / 9       | 12 / 69  | 5   |
|                         | CDS – Partido Popular          | 59    | 1,14 / 100,00   | -    | 0 / 9       | 0 / 69   | -   |
|                         | Grupo de Cidadãos              | 26    | 0,50 / 100,00   | 0,79 | 0 / 9       | 0 / 69   | 2   |
|                         | Bloco de Esquerda              | 19    | 0,37 / 100,00   | -    | 0 / 9       | 0 / 69   | -   |
| Votos Inválidos         | Votos Inválidos                | 209   | 4,04 / 100,00   | 1,63 |             |          |     |
| Total                   | Total                          | 5 175 | 100,00 / 100,00 |      | 9 / 9       | 69 / 69  | 7   |
| Eleitorado/Participação | Eleitorado/Participação        | 7 281 | 71,08 / 100,00  | 0,22 |             |          |     |

| Freguesia              | Partido Vencedor               | Partido Vencedor               | %                              | Mandatos                       |
| ---------------------- | ------------------------------ | ------------------------------ | ------------------------------ | ------------------------------ |
| Alpalhão               |                                | Partido Socialista             | 38,33 / 100,00                 | 4 / 9                          |
| Amieira do Tejo        |                                | Coligação Democrática Unitária | 58,93 / 100,00                 | 4 / 7                          |
| Arez                   |                                | Partido Socialista             | 80,10 / 100,00                 | 7 / 7                          |
| Espírito Santo         |                                | Partido Socialista             | 44,98 / 100,00                 | 4 / 9                          |
| Montalvão              |                                | Partido Socialista             | 43,54 / 100,00                 | 3 / 7                          |
| Nossa Senhora da Graça |                                | Coligação Democrática Unitária | 48,46 / 100,00                 | 5 / 9                          |
| Santana                |                                | Partido Socialista             | 55,23 / 100,00                 | 5 / 7                          |
| São Matias             |                                | Coligação Democrática Unitária | 45,72 / 100,00                 | 4 / 7                          |
| São Simão              | Plenário de Cidadãos Eleitores | Plenário de Cidadãos Eleitores | Plenário de Cidadãos Eleitores | Plenário de Cidadãos Eleitores |
| Tolosa                 |                                | Coligação Democrática Unitária | 36,54 / 100,00                 | 3 / 7                          |

### Ponte de Sôr

#### Câmara Municipal
| Partido                 | Partido                        | Votos  | %               | +/-  | Vereadores | +/-     |
| ----------------------- | ------------------------------ | ------ | --------------- | ---- | ---------- | ------- |
|                         | Partido Socialista             | 5 721  | 58,32 / 100,00  | 3,88 | 4 / 7      | Estável |
|                         | Coligação Democrática Unitária | 2 367  | 24,13 / 100,00  | 1,24 | 2 / 7      | Estável |
|                         | PSD-CDS                        | 1 472  | 15,01 / 100,00  | -    | 1 / 7      | -       |
| Votos Inválidos         | Votos Inválidos                | 250    | 2,55 / 100,00   | 1,43 |            |         |
| Total                   | Total                          | 9 810  | 100,00 / 100,00 |      | 7 / 7      |         |
| Eleitorado/Participação | Eleitorado/Participação        | 15 453 | 63,48 / 100,00  | 0,46 |            |         |

| Freguesia      | %     | %     | %        | Votantes |
| Freguesia      | PS    | CDU   | PSD- CDS | Votantes |
| -------------- | ----- | ----- | -------- | -------- |
| Foros de Arrão | 63,88 | 29,52 | 3,23     | 681      |
| Galveias       | 42,65 | 33,03 | 18,67    | 884      |
| Longomel       | 64,17 | 25,46 | 8,01     | 762      |
| Montargil      | 49,08 | 39,61 | 9,54     | 1 520    |
| Ponte de Sor   | 61,22 | 16,86 | 19,69    | 4 520    |
| Tramaga        | 65,13 | 21,71 | 11,07    | 912      |
| Vale de Açor   | 58,95 | 22,22 | 16,57    | 531      |
| Ponte de Sor   | 58,32 | 24,13 | 15,01    | 9 810    |

#### Assembleia Municipal
| Partido                 | Partido                        | Votos  | %               | +/-  | Deputados | +/- |
| ----------------------- | ------------------------------ | ------ | --------------- | ---- | --------- | --- |
|                         | Partido Socialista             | 5 444  | 55,49 / 100,00  | 2,45 | 13 / 21   | 1   |
|                         | Coligação Democrática Unitária | 2 459  | 25,07 / 100,00  | 2,01 | 5 / 21    | 1   |
|                         | PSD-CDS                        | 1 606  | 16,37 / 100,00  | -    | 3 / 21    | -   |
| Votos Inválidos         | Votos Inválidos                | 301    | 3,07 / 100,00   | 0,94 |           |     |
| Total                   | Total                          | 9 810  | 100,00 / 100,00 |      | 21 / 21   |     |
| Eleitorado/Participação | Eleitorado/Participação        | 15 453 | 63,48 / 100,00  | 0,46 |           |     |

| Freguesia      | %     | %     | %        | Votantes |
| Freguesia      | PS    | CDU   | PSD- CDS | Votantes |
| -------------- | ----- | ----- | -------- | -------- |
| Foros de Arrão | 61,82 | 31,28 | 3,23     | 681      |
| Galveias       | 37,90 | 34,62 | 21,49    | 884      |
| Longomel       | 62,20 | 26,38 | 8,27     | 762      |
| Montargil      | 47,04 | 40,86 | 10,13    | 1 520    |
| Ponte de Sor   | 57,85 | 17,32 | 21,95    | 4 520    |
| Tramaga        | 63,71 | 23,68 | 9,54     | 912      |
| Vale de Açor   | 57,06 | 22,41 | 18,46    | 531      |
| Ponte de Sor   | 55,49 | 25,07 | 16,37    | 9 810    |

#### Juntas de Freguesia
| Partido                 | Partido                        | Votos  | %               | +/-  | Presidentes | Mandatos | +/- |
| ----------------------- | ------------------------------ | ------ | --------------- | ---- | ----------- | -------- | --- |
|                         | Partido Socialista             | 5 750  | 58,61 / 100,00  | 2,20 | 6 / 7       | 40 / 63  | 2   |
|                         | Coligação Democrática Unitária | 2 367  | 24,13 / 100,00  | 3,27 | 1 / 7       | 17 / 63  | 3   |
|                         | PSD-CDS                        | 1 400  | 14,27 / 100,00  | -    | 0 / 7       | 6 / 63   | -   |
|                         | Bloco de Esquerda              | 30     | 0,31 / 100,00   | -    | 0 / 7       | 0 / 63   | -   |
| Votos Inválidos         | Votos Inválidos                | 263    | 2,68 / 100,00   | 0,74 |             |          |     |
| Total                   | Total                          | 9 810  | 100,00 / 100,00 |      | 7 / 7       | 63 / 63  |     |
| Eleitorado/Participação | Eleitorado/Participação        | 15 453 | 63,48 / 100,00  | 0,46 |             |          |     |

| Freguesia      | Partido Vencedor | Partido Vencedor               | %              | Mandatos |
| -------------- | ---------------- | ------------------------------ | -------------- | -------- |
| Foros de Arrão |                  | Partido Socialista             | 63,14 / 100,00 | 5 / 7    |
| Galveias       |                  | Coligação Democrática Unitária | 40,50 / 100,00 | 4 / 9    |
| Longomel       |                  | Partido Socialista             | 62,47 / 100,00 | 7 / 9    |
| Montargil      |                  | Partido Socialista             | 47,37 / 100,00 | 5 / 9    |
| Ponte de Sor   |                  | Partido Socialista             | 64,27 / 100,00 | 9 / 13   |
| Tramaga        |                  | Partido Socialista             | 72,26 / 100,00 | 7 / 9    |
| Vale de Açor   |                  | Partido Socialista             | 58,76 / 100,00 | 5 / 7    |

### Portalegre

#### Câmara Municipal
| Partido                 | Partido                        | Votos  | %               | +/-   | Vereadores | +/-     |
| ----------------------- | ------------------------------ | ------ | --------------- | ----- | ---------- | ------- |
|                         | Partido Social Democrata       | 6 039  | 42,14 / 100,00  | 22,40 | 3 / 7      | 3       |
|                         | Partido Socialista             | 5 388  | 37,59 / 100,00  | 18,79 | 3 / 7      | 2       |
|                         | Coligação Democrática Unitária | 1 803  | 12,58 / 100,00  | 2,13  | 1 / 7      | 1       |
|                         | CDS – Partido Popular          | 468    | 3,27 / 100,00   | 1,35  | 0 / 7      | Estável |
|                         | Bloco de Esquerda              | 283    | 1,97 / 100,00   | 0,77  | 0 / 7      | Estável |
| Votos Inválidos         | Votos Inválidos                | 351    | 2,45 / 100,00   | 0,65  |            |         |
| Total                   | Total                          | 14 332 | 100,00 / 100,00 |       | 7 / 7      |         |
| Eleitorado/Participação | Eleitorado/Participação        | 22 342 | 64,15 / 100,00  | 1,43  |            |         |

| Freguesia       | %     | %     | %     | %    | %    | Votantes |
| Freguesia       | PSD   | PS    | CDU   | CDS  | BE   | Votantes |
| --------------- | ----- | ----- | ----- | ---- | ---- | -------- |
| Alagoa          | 37,58 | 55,44 | 1,03  | 2,05 | 0,62 | 487      |
| Alegrete        | 46,95 | 44,48 | 3,80  | 2,03 | 0,53 | 1 133    |
| Carreiras       | 51,75 | 37,75 | 7,00  | 2,00 | 0,25 | 400      |
| Fortios         | 35,87 | 45,26 | 12,25 | 2,24 | 1,97 | 1 118    |
| Reguengo        | 46,85 | 38,06 | 6,98  | 2,93 | 2,25 | 444      |
| Ribeira de Nisa | 49,17 | 35,29 | 8,15  | 2,04 | 1,91 | 785      |
| São Julião      | 68,35 | 23,10 | 0,95  | 3,80 | 0,63 | 316      |
| São Lourenço    | 41,93 | 33,62 | 14,57 | 5,14 | 1,70 | 3 055    |
| Sé              | 37,41 | 36,85 | 17,54 | 3,34 | 2,81 | 5 303    |
| Urra            | 49,65 | 35,40 | 9,06  | 2,09 | 1,78 | 1 291    |
| Portalegre      | 42,14 | 37,59 | 12,58 | 3,27 | 1,97 | 14 332   |

#### Assembleia Municipal
| Partido                 | Partido                        | Votos  | %               | +/-   | Deputados | +/-     |
| ----------------------- | ------------------------------ | ------ | --------------- | ----- | --------- | ------- |
|                         | Partido Social Democrata       | 5 602  | 39,11 / 100,00  | 17,08 | 9 / 21    | 4       |
|                         | Partido Socialista             | 5 310  | 37,07 / 100,00  | 12,00 | 8 / 21    | 2       |
|                         | Coligação Democrática Unitária | 1 873  | 13,08 / 100,00  | 2,54  | 3 / 21    | 1       |
|                         | CDS – Partido Popular          | 625    | 4,36 / 100,00   | 2,18  | 1 / 21    | 1       |
|                         | Bloco de Esquerda              | 468    | 3,27 / 100,00   | 1,12  | 0 / 21    | Estável |
| Votos Inválidos         | Votos Inválidos                | 446    | 3,12 / 100,00   | 0,76  |           |         |
| Total                   | Total                          | 14 324 | 100,00 / 100,00 |       | 21 / 21   |         |
| Eleitorado/Participação | Eleitorado/Participação        | 22 342 | 64,11 / 100,00  | 1,47  |           |         |

| Freguesia       | %     | %     | %     | %    | %    | Votantes |
| Freguesia       | PSD   | PS    | CDU   | CDS  | BE   | Votantes |
| --------------- | ----- | ----- | ----- | ---- | ---- | -------- |
| Alagoa          | 35,11 | 55,24 | 1,44  | 2,46 | 1,64 | 487      |
| Alegrete        | 41,66 | 46,60 | 4,59  | 2,82 | 1,24 | 1 133    |
| Carreiras       | 50,25 | 35,25 | 7,75  | 3,75 | 1,50 | 400      |
| Fortios         | 33,99 | 44,54 | 13,42 | 1,88 | 3,22 | 1 118    |
| Reguengo        | 44,14 | 38,29 | 7,88  | 2,93 | 3,60 | 444      |
| Ribeira de Nisa | 44,71 | 36,18 | 7,90  | 3,69 | 3,06 | 785      |
| São Julião      | 64,24 | 25,95 | 1,90  | 3,48 | 0,63 | 316      |
| São Lourenço    | 40,41 | 31,04 | 14,47 | 7,60 | 2,72 | 3 054    |
| Sé              | 33,84 | 36,54 | 18,13 | 4,15 | 4,49 | 5 296    |
| Urra            | 46,63 | 35,24 | 9,91  | 3,10 | 3,18 | 1 291    |
| Portalegre      | 39,11 | 37,07 | 13,08 | 4,36 | 3,27 | 14 324   |

#### Juntas de Freguesia
| Partido                 | Partido                        | Votos  | %               | +/-   | Presidentes | Mandatos | +/-     |
| ----------------------- | ------------------------------ | ------ | --------------- | ----- | ----------- | -------- | ------- |
|                         | Partido Social Democrata       | 5 983  | 41,73 / 100,00  | 11,08 | 6 / 10      | 43 / 86  | 11      |
|                         | Partido Socialista             | 5 485  | 38,25 / 100,00  | 7,24  | 4 / 10      | 39 / 86  | 7       |
|                         | Coligação Democrática Unitária | 1 599  | 11,15 / 100,00  | 1,58  | 0 / 10      | 4 / 86   | Estável |
|                         | CDS – Partido Popular          | 434    | 3,03 / 100,00   | 1,43  | 0 / 10      | 0 / 86   | Estável |
|                         | Bloco de Esquerda              | 400    | 2,79 / 100,00   | 1,81  | 0 / 10      | 0 / 86   | Estável |
| Votos Inválidos         | Votos Inválidos                | 438    | 3,05 / 100,00   | 1,00  |             |          |         |
| Total                   | Total                          | 14 339 | 100,00 / 100,00 |       | 10 / 10     | 86 / 86  | 4       |
| Eleitorado/Participação | Eleitorado/Participação        | 22 342 | 64,18 / 100,00  | 1,40  |             |          |         |

| Freguesia       | Partido Vencedor | Partido Vencedor         | %              | Mandatos |
| --------------- | ---------------- | ------------------------ | -------------- | -------- |
| Alagoa          |                  | Partido Socialista       | 61,40 / 100,00 | 5 / 7    |
| Alegrete        |                  | Partido Socialista       | 57,72 / 100,00 | 6 / 9    |
| Carreiras       |                  | Partido Social Democrata | 51,25 / 100,00 | 4 / 7    |
| Fortios         |                  | Partido Socialista       | 43,38 / 100,00 | 4 / 9    |
| Reguengo        |                  | Partido Social Democrata | 50,90 / 100,00 | 4 / 7    |
| Ribeira de Nisa |                  | Partido Social Democrata | 48,41 / 100,00 | 5 / 9    |
| São Julião      |                  | Partido Social Democrata | 66,77 / 100,00 | 5 / 7    |
| São Lourenço    |                  | Partido Social Democrata | 42,42 / 100,00 | 5 / 9    |
| Sé              |                  | Partido Socialista       | 37,02 / 100,00 | 6 / 13   |
| Urra            |                  | Partido Social Democrata | 62,43 / 100,00 | 6 / 9    |

### Sousel

#### Câmara Municipal
| Partido                 | Partido                        | Votos | %               | +/-   | Vereadores | +/- |
| ----------------------- | ------------------------------ | ----- | --------------- | ----- | ---------- | --- |
|                         | Partido Social Democrata       | 1 803 | 50,52 / 100,00  | 20,70 | 3 / 5      | 1   |
|                         | Partido Socialista             | 1 321 | 37,01 / 100,00  | 11,59 | 2 / 5      | 1   |
|                         | Coligação Democrática Unitária | 343   | 9,61 / 100,00   | 7,60  | 0 / 5      | 1   |
| Votos Inválidos         | Votos Inválidos                | 102   | 2,86 / 100,00   | 0,32  |            |     |
| Total                   | Total                          | 3 569 | 100,00 / 100,00 |       | 5 / 5      |     |
| Eleitorado/Participação | Eleitorado/Participação        | 4 708 | 75,81 / 100,00  | 1,58  |            |     |

| Freguesia   | %     | %     | %     | Votantes |
| Freguesia   | PSD   | PS    | CDU   | Votantes |
| ----------- | ----- | ----- | ----- | -------- |
| Cano        | 52,47 | 37,75 | 6,40  | 890      |
| Casa Branca | 49,89 | 32,77 | 14,74 | 882      |
| Santo Amaro | 60,33 | 30,67 | 6,34  | 489      |
| Sousel      | 45,95 | 41,74 | 9,56  | 1 308    |
| Sousel      | 50,52 | 37,01 | 9,61  | 3 569    |

#### Assembleia Municipal
| Partido                 | Partido                        | Votos | %               | +/-   | Deputados | +/-     |
| ----------------------- | ------------------------------ | ----- | --------------- | ----- | --------- | ------- |
|                         | Partido Social Democrata       | 1 622 | 45,45 / 100,00  | 12,11 | 7 / 15    | 1       |
|                         | Partido Socialista             | 1 364 | 38,22 / 100,00  | 13,11 | 6 / 15    | 2       |
|                         | Coligação Democrática Unitária | 458   | 12,83 / 100,00  | 3,80  | 2 / 15    | Estável |
| Votos Inválidos         | Votos Inválidos                | 125   | 3,50 / 100,00   | 0,39  |           |         |
| Total                   | Total                          | 3 569 | 100,00 / 100,00 |       | 15 / 15   |         |
| Eleitorado/Participação | Eleitorado/Participação        | 4 708 | 75,81 / 100,00  | 1,58  |           |         |

| Freguesia   | %     | %     | %     | Votantes |
| Freguesia   | PSD   | PS    | CDU   | Votantes |
| ----------- | ----- | ----- | ----- | -------- |
| Cano        | 46,07 | 40,90 | 9,44  | 890      |
| Casa Branca | 42,52 | 35,94 | 18,25 | 882      |
| Santo Amaro | 56,85 | 31,29 | 8,59  | 489      |
| Sousel      | 42,74 | 40,52 | 13,07 | 1 308    |
| Sousel      | 45,45 | 38,22 | 12,83 | 3 569    |

#### Juntas de Freguesia
| Partido                 | Partido                        | Votos | %               | +/-     | Presidentes | Mandatos | +/- |
| ----------------------- | ------------------------------ | ----- | --------------- | ------- | ----------- | -------- | --- |
|                         | Partido Social Democrata       | 1 625 | 45,53 / 100,00  | 12,45   | 2 / 4       | 18 / 34  | 6   |
|                         | Partido Socialista             | 1 469 | 41,16 / 100,00  | 13,22   | 2 / 4       | 15 / 34  | 4   |
|                         | Coligação Democrática Unitária | 360   | 10,09 / 100,00  | 2,33    | 0 / 4       | 1 / 34   | 2   |
| Votos Inválidos         | Votos Inválidos                | 115   | 3,23 / 100,00   | Estável |             |          |     |
| Total                   | Total                          | 3 569 | 100,00 / 100,00 |         | 4 / 4       | 34 / 34  |     |
| Eleitorado/Participação | Eleitorado/Participação        | 4 708 | 75,81 / 100,00  | 1,58    |             |          |     |

| Freguesia   | Partido Vencedor | Partido Vencedor         | %              | Mandatos |
| ----------- | ---------------- | ------------------------ | -------------- | -------- |
| Cano        |                  | Partido Socialista       | 45,84 / 100,00 | 5 / 9    |
| Casa Branca |                  | Partido Socialista       | 43,99 / 100,00 | 4 / 9    |
| Santo Amaro |                  | Partido Social Democrata | 58,28 / 100,00 | 5 / 7    |
| Sousel      |                  | Partido Social Democrata | 48,24 / 100,00 | 5 / 9    |